# Рубанов, Роман Владимирович
Рома́н Влади́мирович Ру́банов (род. 6 июля 1982, Стрекалово (Курская область)) — русский поэт, режиссёр, актёр

## Биография
Окончил Рыльское педагогическое училище и факультет теологии и религиоведения Курского государственного университета по специальности «теолог». Учился в Курском колледже культуры по специальности «Организация и постановка культурно-массовых мероприятий и театрализованных представлений». 
Апрель 2008–июнь 2015 – Руководитель литературно-драматургической части, актёр Областного государственного учреждения культуры «Центр театрального творчества «Ровесник»
2015 г. – по настоящее время –руководитель литературно-драматургической части «Концертно-творческого центра им. М. С. Щепкина».
Режиссерские и актёрские работы в Концертно-творческом центре им. М.С. Щепкина:
2018 год – «Знакомый Ваш, Сергей Есенин» спектакль по стихам Сергея Есенина и воспоминаниям Галины Бениславской – (автор инсценировки, режиссер-постановщик, художник-постановщик, исполнитель роли Сергея Есенина)
2019 год – «Я, конечно, вернусь…» спектакль-концерт памяти В.С. Высоцкого с участием эстрадного оркестра и артистов Концертно-творческого центра им. М.С. Щепкина – (режиссер-постановщик, исполнитель песен и стихов В.С. Высоцкого) 
2021 год – «Марина» моноспектакль по стихам и дневникам Марины Цветаевой – (автор инсценировки, режиссер-постановщик, художник-постановщик) Спектакль стал лауреатом третьей степени московского фестиваля моноспектаклей «Аэлита - 2025»
2021 год – «Песенки Вертинского» – (режиссер-постановщик, исполнитель песен А.Н. Вертинского и стихов В. Ходасевича)
2025 год – «На всю оставшуюся жизнь» спектакль-концерт посвящённый 80-летию Победы в Великой Отечественной войне с участием эстрадного оркестра и артистов Концертно-творческого центра им. М.С. Щепкина – (режиссер-постановщик, исполнитель стихотворений)
Член Союза писателей Москвы. Живёт в Курске.
Публиковался в журналах «День и ночь», «Нева», «Кольцо А», «Урал», «Новая Юность», «Гвидеон», «Арион», «Октябрь», «Сибирские огни», «Литературной газете», сборниках «Новые писатели», альманахе «День Поэзии» и других изданиях. 
Участник Всероссийских форумов молодых писателей в Липках. Лауреат литературной премии им. Риммы Казаковой «Начало». Лауреат Литературной премии «Писатель XXI века» (номинация «Поэзия») за 2014 год. Лауреат Международной литературной премии «Звёздный билет». Стипендиат Государственной стипендии Министерства культуры РФ. Финалист проекта «Время поэтов» на Красной площади в рамках Всероссийской книжной ярмарки 2016 года. В 2017 году занял третье место в номинации «Поэзия» литературной премии «В поисках правды и справедливости».
Награждён Медалью «За заслуги перед Курской областью» III степени и Благодарностью министра культуры Российской Федерации За большой вклад в развитие культуры и многолетнюю плодотворную работу.
Автор книг стихов «Соучастник» (М.: Воймега, 2014), «Стрекалово» (М.: Русский Гулливер, 2016), «Соната № 3» (М.: СТиХИ, 2020), «Пока ты спала» (М.: Русский Гулливер, 2023) и «Порядок снов» (М.: СТиХИ, 2025). 
В 2022 году подписал письмо в поддержку российского военного вторжения на Украину.

## Современники о Романе Рубанове
Алёхин, Алексей Давидович: «Крайне интересным мне кажется творчество нового поколения провинциальных поэтов. Провинциальных не по месту жительства, хотя там они и живут, а потому, что они это свое местожительство превращают в ойкумену — обживают чувственно, одухотворяют. Раньше других начал Алексей Дьячков из Тулы, затем возникли Ната Сучкова в Вологде, Роман Рубанов в Курске… Похоже, это уже явление».
Климова, Галина Даниелевна: «Рубанов умеет соединять времена: бегущее время автобусного маршрута, время жизни своих современников и своей, с библейским временем».
Лев Александрович Аннинский: «Тридцатилетние, советскую власть запомнившие лишь в её конвульсиях, не находят просвета и в деревенской благодати: кругом темень, обломки планет падают на землю. Куда уж лететь, там же нет ничего. Тянуться вверх? Бессмысленно. Детские рисунки реальнее, чем мотание души от Рая до Ада. Счастье - иллюзия, любовь - враньё. Но именно это враньё и любишь... Недостаток места не позволяет мне расцветить эту картину стихотворными цитатами, но позволяет хотя бы перечислить имена участников переклички. Борис Хосид, Александр Леонтьев, Лилиана Сашина, Роман Рубанов, Тая Ларина, Семён Исаев, Наталья Елизарова. Жива поэзия! В чём убедился, читая "Неву", автор этих строк».
Данила Давыдов: «Вторая книга курского поэта и актёра. В стихах Романа Рубанова своего рода новое почвенничество, присяга на верность малой родине (недаром Алексей Алёхин причисляет его к волне провинциального поэтического ренессанса) сочетается с вполне городским самоощущением, психологическая рефлексия элегического толка — с элементами балладности. Засыпаешь, а музыка просыпается, / прижимаешь к груди с карамелью пакет, / но во сне повернёшься, и просыпается / карамель на паркет...».
Размышляя о современном литературном ландшафте, критик Сергей Баталов отнёс Романа Рубанова к «соловьям» курской поэтической школы наряду с Андреем Болдыревым и Владимиром Косоговым.

## Книги
- Соучастник. — Москва: Воймега, 2014
- Стрекалово. — Москва: Русский Гулливер, 2016
- Соната № 3. — Москва: СТиХИ, 2020
- Пока ты спала. — Москва: Русский Гулливер, 2023
- Порядок снов. — Москва: СТиХИ, 2025